# Etelis boweni
Etelis boweni — вид морських окунеподібних риб родини луціанових (Lutjanidae).

## Відкриття
Вона була відкрита у глибоководних частинах Індо-Західнотихоокеанського регіону групою морських біологів із США, Іспанії і Тайваню. Він був названий 9 березня 2021 року на честь Браяна Бовена, наукового співробітника Гавайського університету.